# Forstkastl
Forstkastl war eine Gemeinde, aus der am 1. Januar 1966 durch Zusammenlegung mit den Gemeinden Oberkastl und Unterkastl die Gemeinde Kastl im Landkreis Altötting gebildet wurde.
Die gleichnamige Gemarkung besteht noch heute und entspricht weitgehend der ehemaligen Gemeindefläche.
Die ehemalige Gemeinde hatte 56 Gemeindeteile und eine Fläche von etwa 900 Hektar. 1961 lebten in 195 Wohngebäuden 1042 Einwohner.